# FSO Warszawa
Der  FSO Warszawa ist ein Pkw-Modell aus Polen. Hersteller war Fabryka Samochodów Osobowych, kurz FSO, aus Warschau. Zwischen 1951 und 1973 wurden über 250.000 Exemplare hergestellt.

## Fahrzeuge

### M-20
Ab November 1951 wurde der sowjetische GAZ-M20 Pobeda zunächst aus zugelieferten Teilen in der Warschauer Fabrik montiert. Bis Ende 1956 erfolgte nach und nach auch die Produktion der Teile in Polen. Die Fließhecklimousine hatte vier Türen. Der Kühlergrill besteht aus fünf langen und darüber vier kurzen Chromstreben. Die Windschutzscheibe ist zweigeteilt. Beim Triebwerk handelte es sich um einen Vierzylinder-Ottomotor mit SV-Ventilsteuerung. Jeder Zylinder hatte jeweils 82 mm Bohrung und 100 mm hub, was 2120 cm³ Hubraum ergab. Dieser auch M20 genannte Motor leistete 50 PS (37 kW). Das Emblem zeigt den Buchstaben „M“ und die Zahl „20“. An den Seiten der Motorhaube befanden sich Schriftzüge „Warszawa“.

### M-20 Modell 1957, 200, 201 und 202

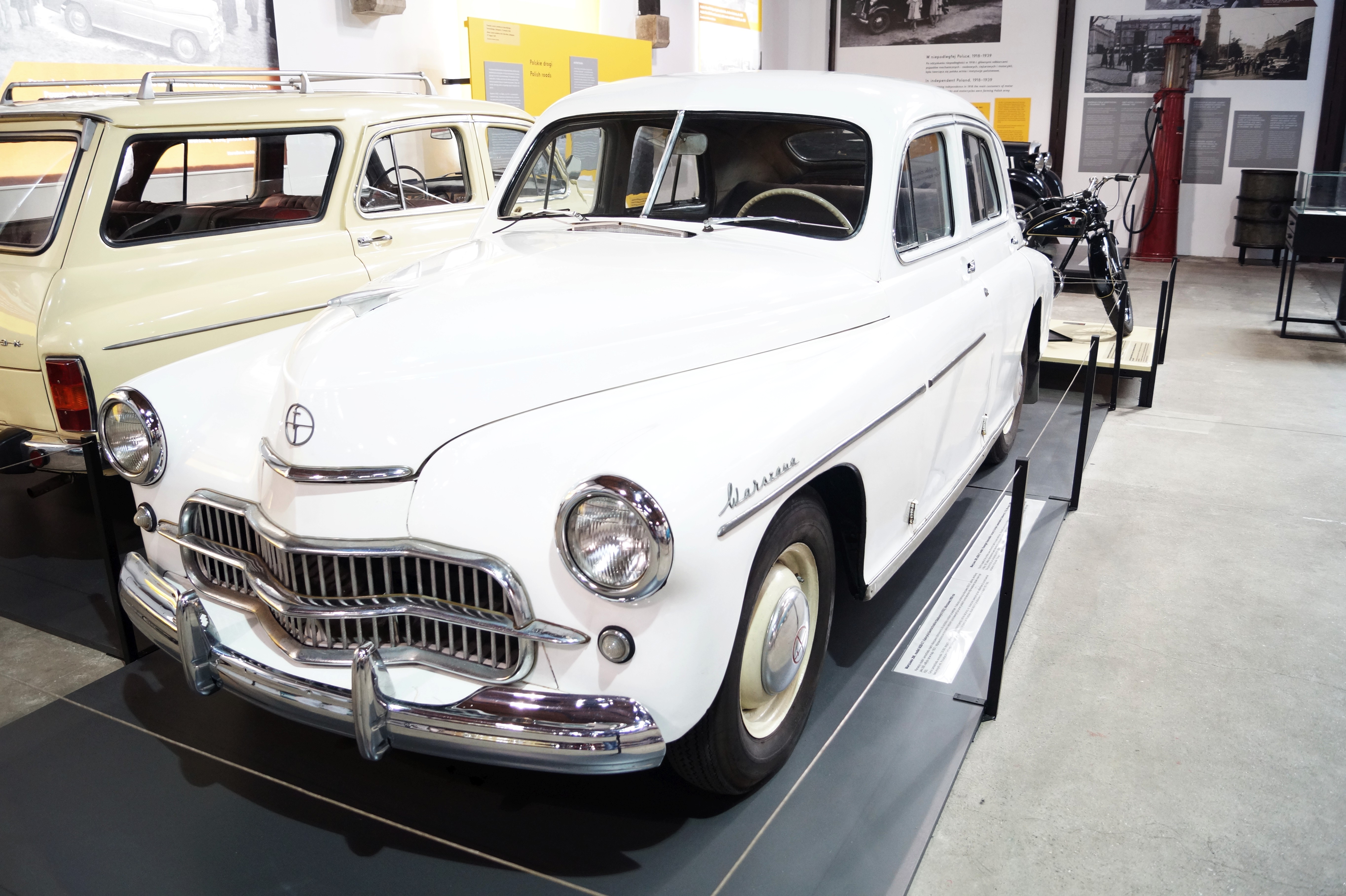
FSO Warszawa 200 mit der geänderten Front

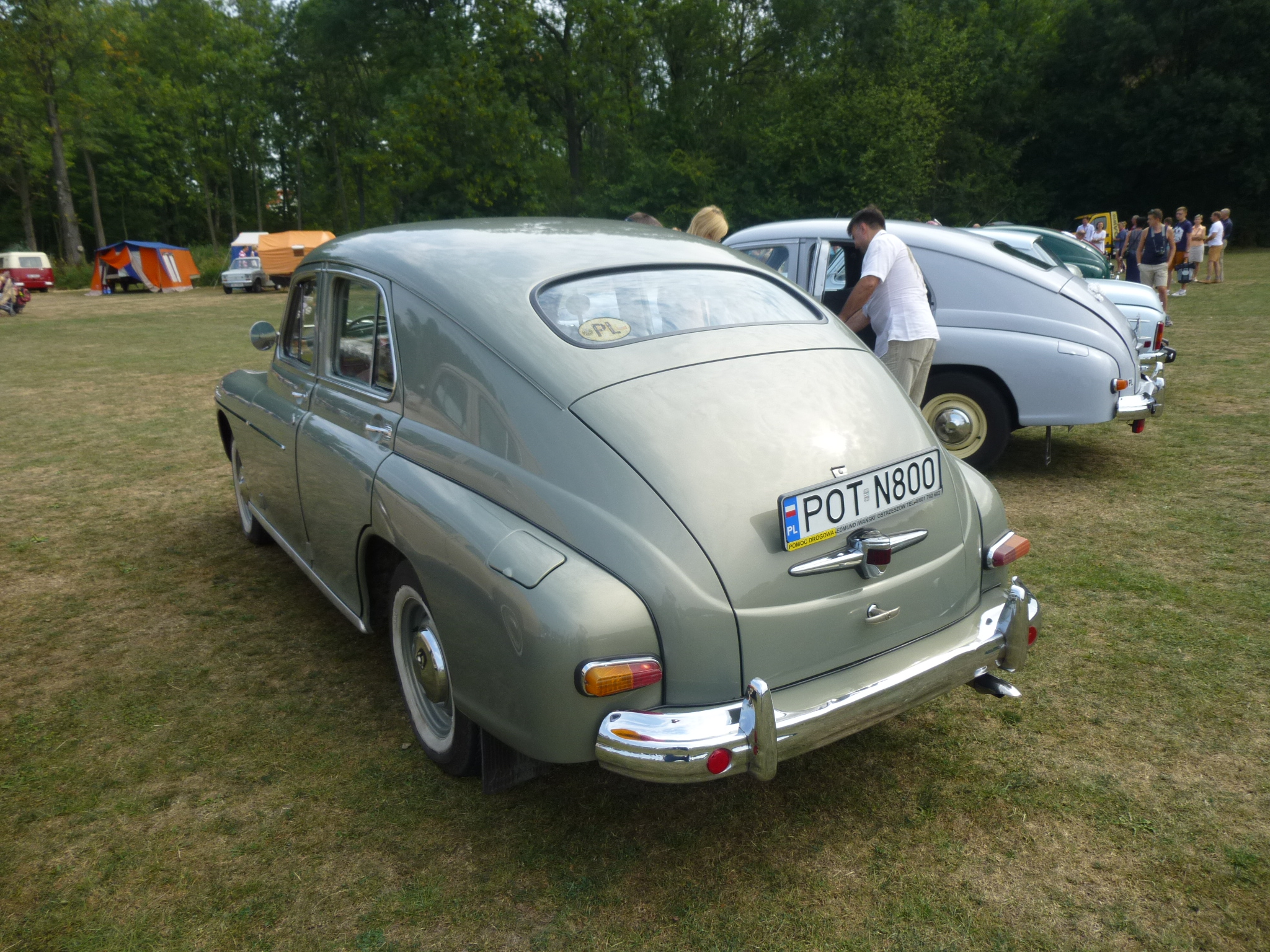
Das Buckelheck der ersten beiden Generationen

Im Mai 1957 kam es zu einer Modellpflege. Dabei wurde insbesondere der Kühlergrill vereinfacht. Er bestand aus einer rechteckigen Einheit mit abgerundeten Ecken und wies zumeist mittig eine waagerechte Strebe sowie senkrecht viele Streben auf. Das FSO-Logo war vorn an der Motorhaube angebracht. Weitere Kleinigkeiten waren seitliche Zierleisten und Abdeckungen der Schweller. Die Bezeichnung war nun „M-20 Modell 1957“. Ebenfalls 1957 wurde ein Pick-up präsentiert, der ab 1958 erhältlich war.
1960 wurde daraus der „200“, der nur in dem Jahr erhältlich war. Etwa zu der Zeit wurden die seitlichen Schriftzüge „Warszawa“ auf die vorderen Kotflügel verlegt. Ebenfalls 1961 erschien der „201“. Bekannt sind Limousine, Pick-up und Krankenkraftwagen.
1962 wurde der „202“ vorgestellt, der ab 1963 erhältlich war. Seit Motor hatte OHV-Ventilsteuerung, wodurch die Motorleistung auf 70 PS (51,5 kW) bei 4000/min anstieg (Motor S21).
Ab 1963 war ein Kastenwagen erhältlich.

### 210

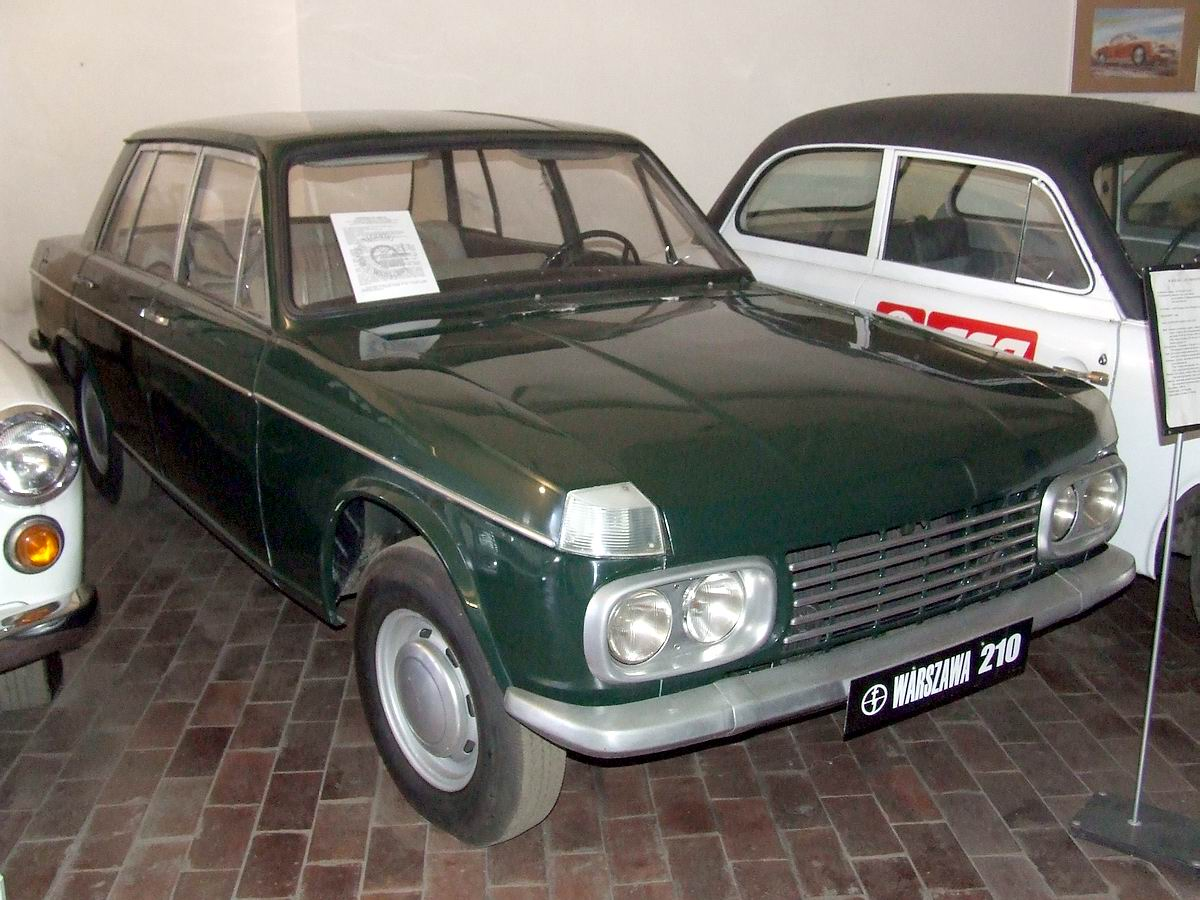
Der FSO Warszawa 210 blieb ein Prototyp

Dieses Modell von 1964 mit einer moderneren glatten, von der italienischen Carrozzeria Ghia gezeichneten Stufenheck-Karosserie blieb ein Prototyp. Dieser Wagen sollte den mittlerweile stark veralteten 201/202 ablösen. Als beschlossen wurde, die Zusammenarbeit mit Fiat wieder aufleben zu lassen und den Polski Fiat 125p zu bauen, wurde das Projekt des Warszawa 210 aufgegeben.

### 203/204 und 223/224

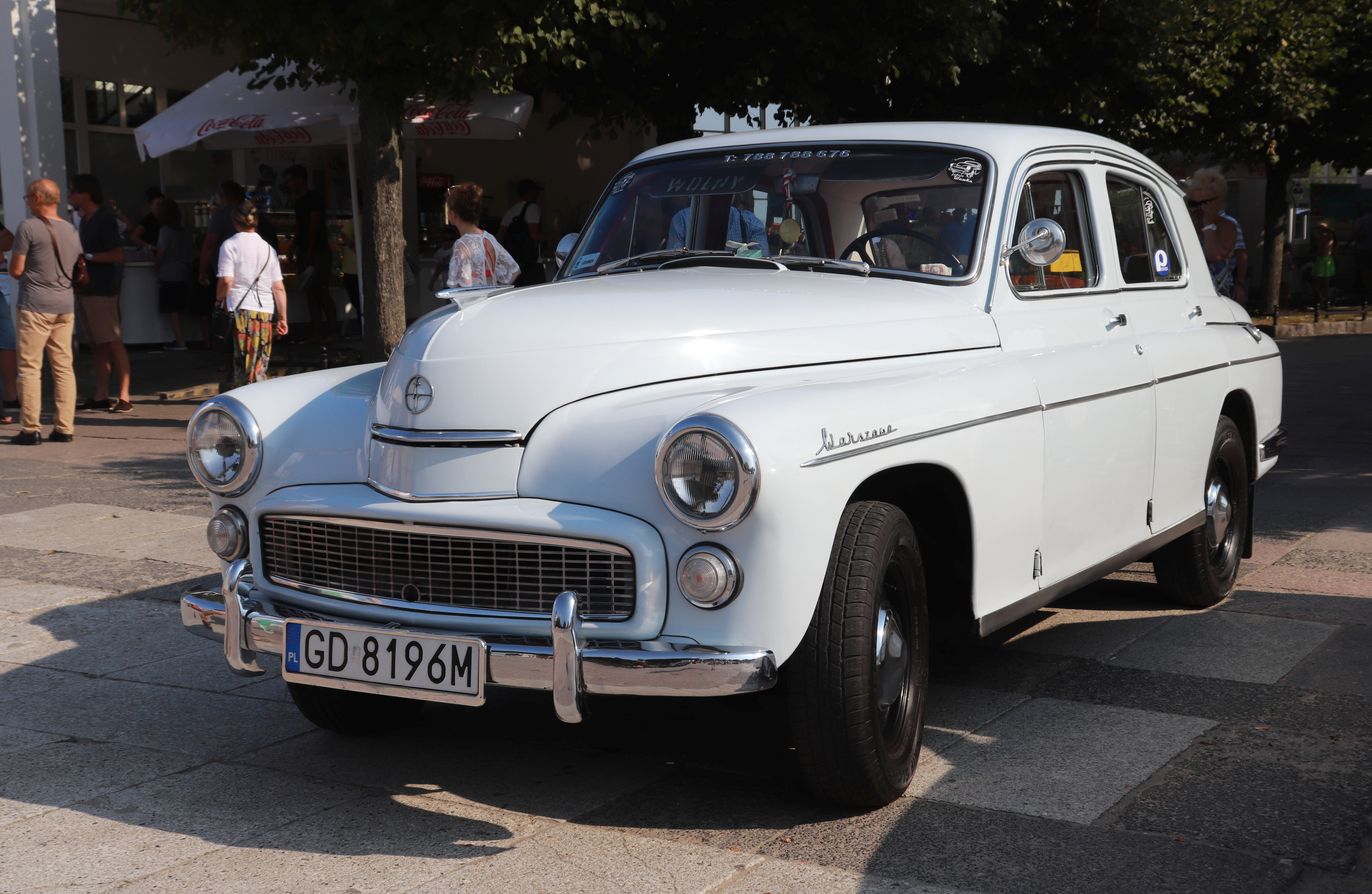
Die abermals geänderte Front beim 203/204 und 223/224

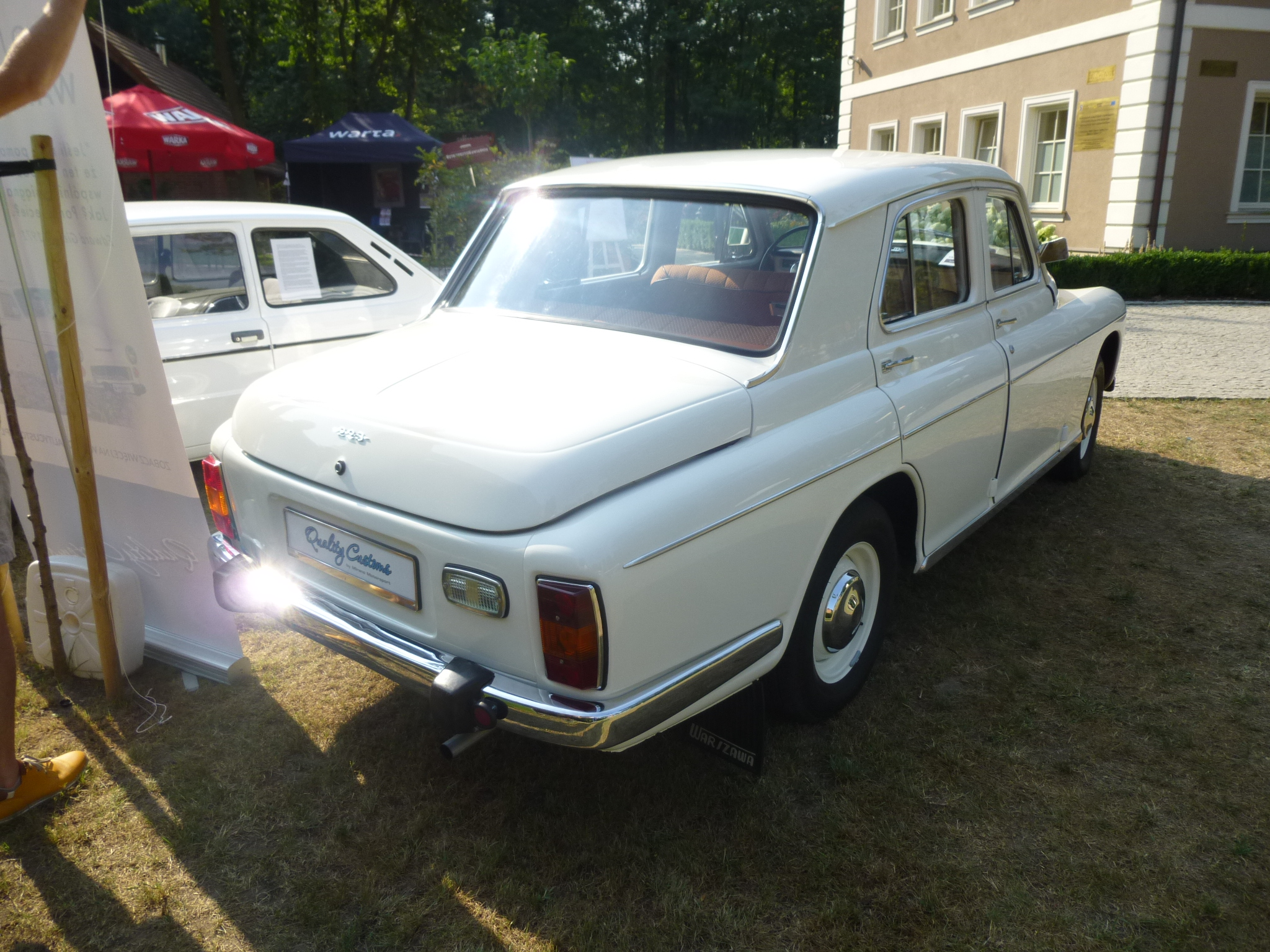
Heckansicht der Stufenheck-Ausführung

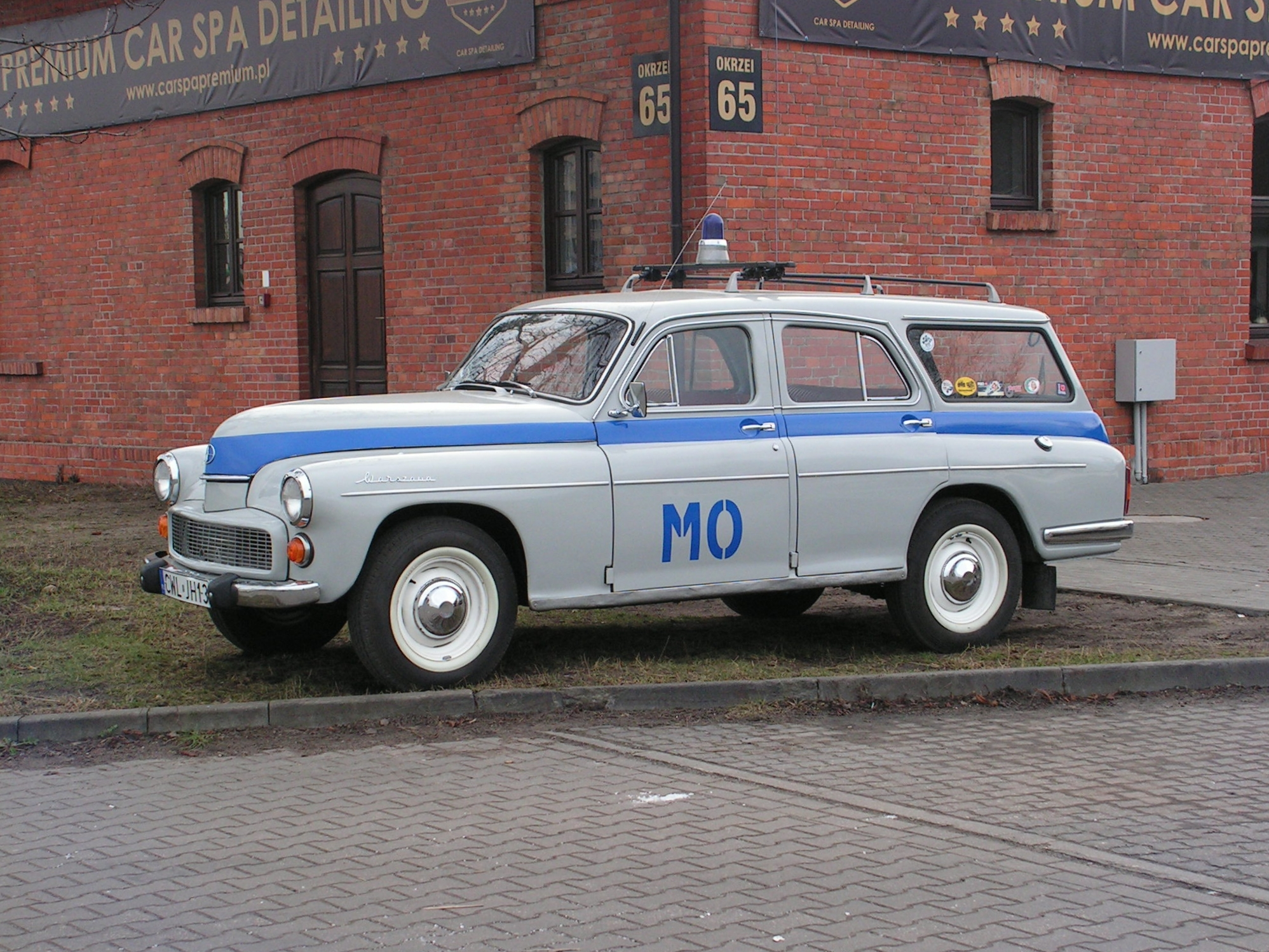
Kombi

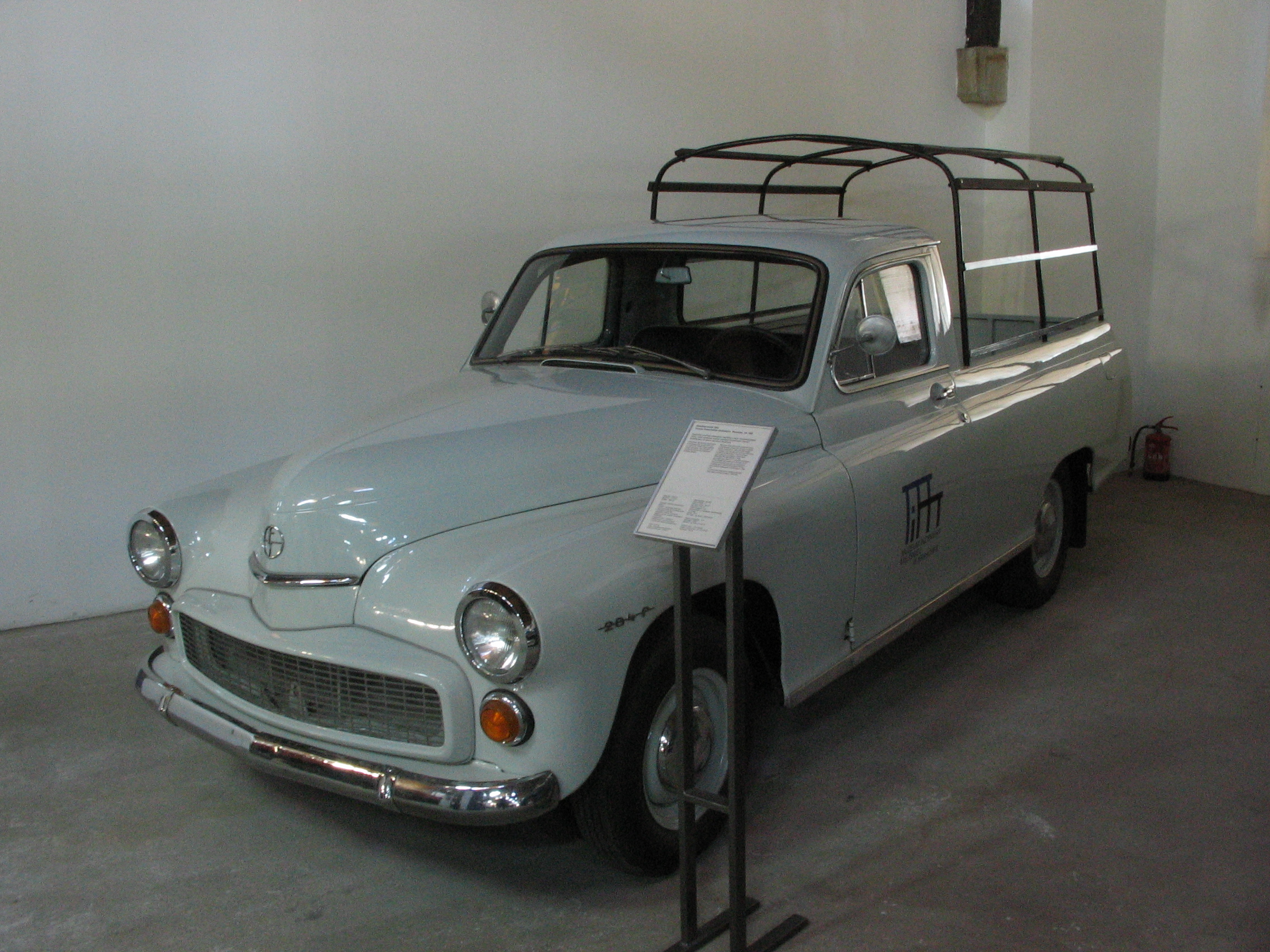
Ausführung als Pick-up

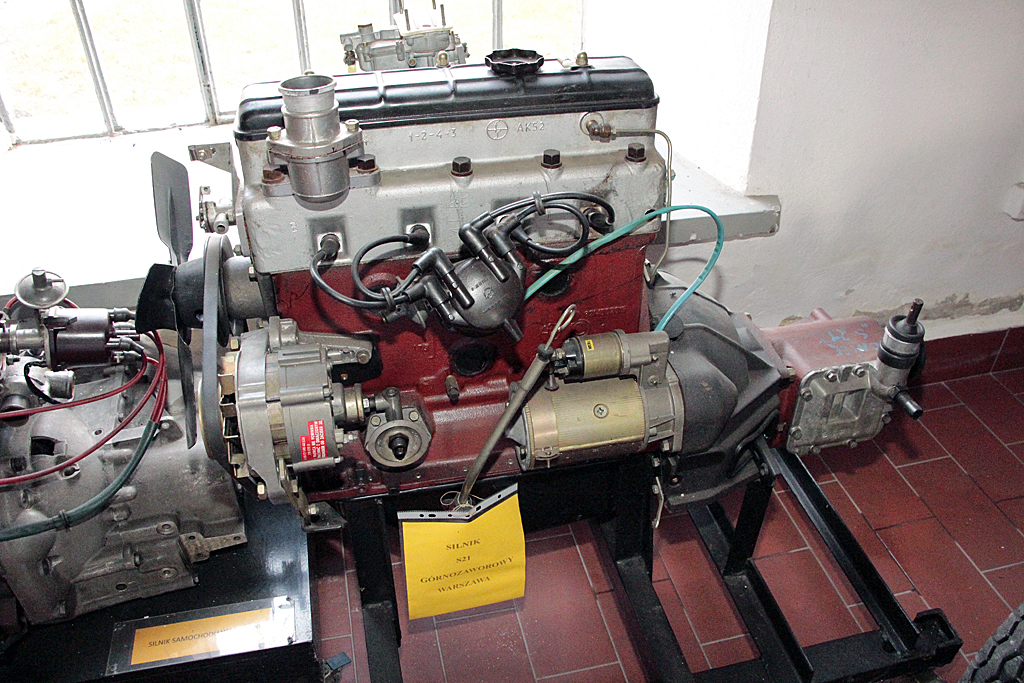
Motor mit OHV-Ventilsteuerung

Die weiterentwickelten Nachfolgemodelle von 201 und 202 erschienen im September 1964 mit Stufenheckkarosserie sowie 1965 als Kombi. Außerdem wurden Kastenwagen und Pick-ups auf dieser Basis hergestellt. Der Kühlergrill wurde erneut geändert und befand sich nun in einem Gehäuse, das in Wagenfarbe lackiert war. Die Windschutzscheibe war nun einteilig. Antriebsseitig hatte der „203“ den 2,1 l-Vierzylindermotor mit 70 PS und der „204“ den schwächeren Motor. Auch am veralteten Fahrwerk mit Längsblattfedern und Hebelstoßdämpfern änderte sich nichts. Die weit hochgezogene Bugpartie und die gedrungene Gesamtform des Vorgängertyps blieben weitgehend unverändert. Die Modifikationen der Karosserie ergaben Verbesserungen für die Sichtverhältnisse und das Kofferraumvolumen. Eine Taxi-Ausführung hatte unter anderem vorn Einzelsitze und serienmäßig einen Dachgepäckträger. Der Hersteller bewarb die komfortable Innenausstattung, den hohen Federungskomfort auch auf schlechten Straßen sowie das wirksame Heiz- und Belüftungssystem des robust anmutenden Wagens.
Sowohl die Warszawa-Typen als auch der GAZ M-21 Wolga waren für ihren enormen Kraftstoffverbrauch in der Praxis berüchtigt. Bei Scaldia in Belgien wurden daher kleinere Stückzahlen des Wolga M-21 mit Dieselmotoren von Perkins und Peugeot ausgestattet, die einen um 30 bis 40 % geringeren Kraftstoffverbrauch aufwiesen. Die enorme Kraftstoffeinsparung löste auch im sozialistischen Lager Bemühungen aus, den Warszawa 203 serienmäßig mit Perkins-Dieselmotoren auszustatten. Tatsächlich blieb es in der Serie jedoch stets beim Ottomotor.
1968 erfolgte die Umbenennung in „223“ bzw. „224“. Der französische Kfz-Hersteller Peugeot hatte sich die Bezeichnungen der dreistelligen Zahlen mit einer „0“ in der Mitte schützen lassen; abgesehen von Zahlen mit einer Null am Ende. Im Februar 1973 endete die Produktion.
| Modell                | 203 (Baujahr 1964)                                 |
| --------------------- | -------------------------------------------------- |
| Bauzeit               | 1964–1973                                          |
| Motor                 | Vierzylinder-OHV-Viertakt-Ottomotor, wassergekühlt |
| Bohrung × Hub         | 82 × 100 mm                                        |
| Hubraum               | 2120 cm³                                           |
| Verdichtung           | 7,5 : 1                                            |
| Nennleistung          | 70 PS (51,5 kW) bei 4000/min                       |
| Drehmoment            | 15 kpm bei 2500/min                                |
| Getriebe              | 3-Gang-Schaltgetriebe                              |
| Fahrgestell           | Rahmenbauweise                                     |
| Federung vorn         | Schraubenfedern                                    |
| Federung hinten       | Längsblattfedern                                   |
| Bremsen               | Trommelbremsen vorn und hinten                     |
| Bereifung             | 6,40-15                                            |
| Radstand              | 2700 mm                                            |
| Maße (L × B × H)      | 4740 × 1695 × 1565 mm                              |
| Leergewicht           | 1420 kg                                            |
| Bodenfreiheit         | 19 cm                                              |
| Höchstgeschwindigkeit | 130 km/h                                           |

## Produktionszahlen Warszawa
Die Gesamtproduktion belief sich auf mehr als 250.000 Fahrzeuge.
72.834 Fahrzeuge wurden in 25 Länder exportiert, davon 26.655 nach Bulgarien, 21.142 nach Ungarn, 8.050 nach China, 5.653 nach Rumänien und 2.217 in die Türkei.
| Jahr   | Stückzahl |
| ------ | --------- |
| 1951   | 75        |
| 1952   | 1.575     |
| 1953   | 1.563     |
| 1954   | 1.678     |
| 1955   | 4.015     |
| 1956   | 6.105     |
| 1957   | 10.020    |
| 1958   | 13.173    |
| 1959   | 15.340    |
| 1960   | 14.825    |
| 1961   | 13.650    |
| 1962   | 14.636    |
| 1963   | 13.422    |
| 1964   | 13.455    |
| 1965   | 15.726    |
| 1966   | 17.774    |
| 1967   | 15.175    |
| 1968   | 17.780    |
| 1969   | 17.683    |
| 1970   | 16.232    |
| 1971   | 13.500    |
| 1972   | 12.803    |
| 1973   | 4.266     |
| gesamt | 254.421   |

Zum Vergleich: Vom GAZ-M20 Pobeda wurden von 1946 bis 1958 genau 235.997 Fahrzeuge gebaut.

## Sonstiges
Ein 1958er Warszawa, der sich fast 19 Jahre im Besitz von Karol Józef Wojtyła (Papst Johannes Paul II.) befand, wurde im Mai 2006 bei eBay zum Kauf angeboten. Die Versteigerung endete am 2. Juni 2006 mit einem Angebot von 98.900 US-$. 2012 wurde dieses Fahrzeug vom Immobilienmakler Marek Schramm erworben.
Der Motor trieb übrigens auch die Kleintransporter FSC Żuk und ZSD Nysa an.